# Constructeursregister
Het Constructeursregister is een Nederlandse stichting, opgericht voor het vastleggen en erkennen van de vakbekwaamheid van constructeurs in de bouwkunde en civiele techniek. In tegenstelling tot registeraccountant en het Britse Chartered Engineer (Engelstalig), is er geen sprake van een wettelijk register of wettelijk beschermde titel. Het Constructeursregister kent kwalificaties toe aan aangesloten leden die voldoen aan door de stichting bepaalde eisen en is daarmee hoofdzakelijk een keurmerk.

## Achtergrond en doel
Het Constructeursregister werd in 2010 opgericht door de Betonvereniging en de vereniging Bouwen met Staal vanuit de ambitie om de constructieve veiligheid in Nederland te verhogen. Sinds 2013 is het ondergebracht in een stichting met in 2025 de volgende bestuurdleden:
- Paul Carstens (tevens GVB Amsterdam)
- Frank Maatje (tevens Bouwen met Staal)
- Jack Smeets (namens VNconstructeurs, tevens ARCADIS)
- Maikel Jagroep (Betonvereniging)

Het aantal leden bedroeg op 7 november 2024 in totaal 511.
Het register wordt in 2025 nog niet breed erkend of voorgeschreven door opdrachtgevers. Grote opdrachtgevers zoals Rijkswaterstaat en ProRail zijn lid van de raad van toezicht, maar verankeren het keurmerk niet als criterium bij nieuwe projecten of aanbestedingen. 

## Registratie en titels
Constructeurs die zich willen laten registreren, dienen lid te worden van de stichting en betalen hiervoor een jaarlijkse contributie. Afhankelijk van hun niveau en expertise worden verschillende titels toegekend: "Registerconstructeur" (RC), "Register Ontwerper" (RO) en "Register Toetser" (RT).